# Anima Christi
Anima Christi (in italiano Anima di Cristo), è una preghiera della tradizione cattolica dedicata a Gesù crocifisso, che si recita dopo la comunione eucaristica.

## Storia
Molto conosciuta, la preghiera è stata composta nella prima metà del XIV secolo da un autore sconosciuto; fu arricchita di indulgenze da papa Giovanni XXII nel 1330 ed è tradizionalmente stata attribuita a questo Pontefice.
James Mearns, un innologo britannico, la trovò in un manoscritto del British Museum che ha datato al 1370; un'iscrizione è stata anche ritrovata su uno dei portoni dell'Alcázar di Siviglia, risalente all'epoca di Pietro il Crudele.
Alcuni attribuiscono, erroneamente, la preghiera Anima Christi a sant'Ignazio di Loyola, che visse nel XVI secolo, che in effetti scrisse a proposito di tale preghiera all'inizio dei suoi Esercizi spirituali.
Ancor prima della composizione della preghiera, san Tommaso d'Aquino aveva affermato nella sua Summa Theologiae che la grazia divina è nell'anima di Cristo.

## Il testo della preghiera
| Testo poetico in Latino | Traduzione italiana |
| --- | --- |
| Anima Christi, sanctifica me. Corpus Christi, salva me. Sanguis Christi, inebria me. Aqua lateris Christi, lava me. Passio Christi, conforta me. O bone Jesu, exaudi me. Intra vulnera tua absconde me. Ne permittas me separari a Te. Ab hoste maligno defende me. In hora mortis meae voca me, Et jube me venire ad Te, Ut cum Sanctis tuis laudem Te In saecula saeculorum. Amen. | Anima di Cristo, santificami, Corpo di Cristo, salvami. Sangue di Cristo, inebriami, acqua del costato di Cristo, lavami. Passione di Cristo, fortificami. O buon Gesù, esaudiscimi. Nelle tue piaghe, nascondimi. Non permettere che io sia separato da Te. Dal nemico maligno difendimi. Nell'ora della mia morte chiamami, e comandami di venire a Te, Perché con i tuoi Santi ti lodi, nei secoli dei secoli. Amen. |

## Uso
Colui che prega chiede a Gesù di santificarlo, salvarlo, inebriarlo, lavarlo, fortificarlo, esaudirlo, nasconderlo, di rimanere sempre con lui, difenderlo dal diavolo e di potergli andare incontro.
In questa preghiera il significato della parola "anima" è vicino a quello di "cuore". C'è una sequenza di termini ripresi dalla liturgia eucaristica: anima, corpo, sangue, divinità, acqua, passione. 
Vi si possono inoltre ritrovare dei richiami evangelici: 
(1 Ts 5,23)
 Il Catechismo della Chiesa Cattolica dice dell'anima che essa è unita al corpo al punto da formare con questo un tutt'uno in ogni sua parte.
Generalmente si consiglia di recitare la preghiera lentamente, con una seria e matura riflessione, riguardo alla Rivelazione di Gesù; nella preghiera di adorazione comunitaria si può sostituire il «me» con «noi», sottolineando la comunione in spirito e verità con la grazia del Suo Corpo mistico.